# Arnoul de Saint-Philibert
Pour les articles homonymes, voir Arnoul et Arnulf.
Arnoul ou Arnulf, mort le 27 ou le 28 juin 839 est abbé de l'abbaye Saint-Philibert de Noirmoutier et de l'abbaye de Saint-Philbert-de-Grand-Lieu. Il est aussi abbé de l'abbaye de Saint-Florent-le-Vieil, et probablement de l'abbaye Saint-Pierre de Rebais et de l'abbaye Saint-Faron de Meaux. Il est un des agents de la réforme bénédictine engagée à partir de 816.

## Biographie
Arnoul est un des missi dominici envoyés par l'empereur Louis le Pieux dans différents monastères pour y faire appliquer la réforme décidée à Aix-la-Chapelle en 816,. Il s'agit de faire appliquer la règle bénédictine dans tous les monastères de l'empire carolingien.
En 817, Arnoul est ainsi attesté, avec Benoît d'Aniane, à l'abbaye Saint-Denis,,,,,, où ils sont envoyés pour faire respecter la règle bénédictine,,,, ce qu'ils ne parviennent à obtenir tout de suite.

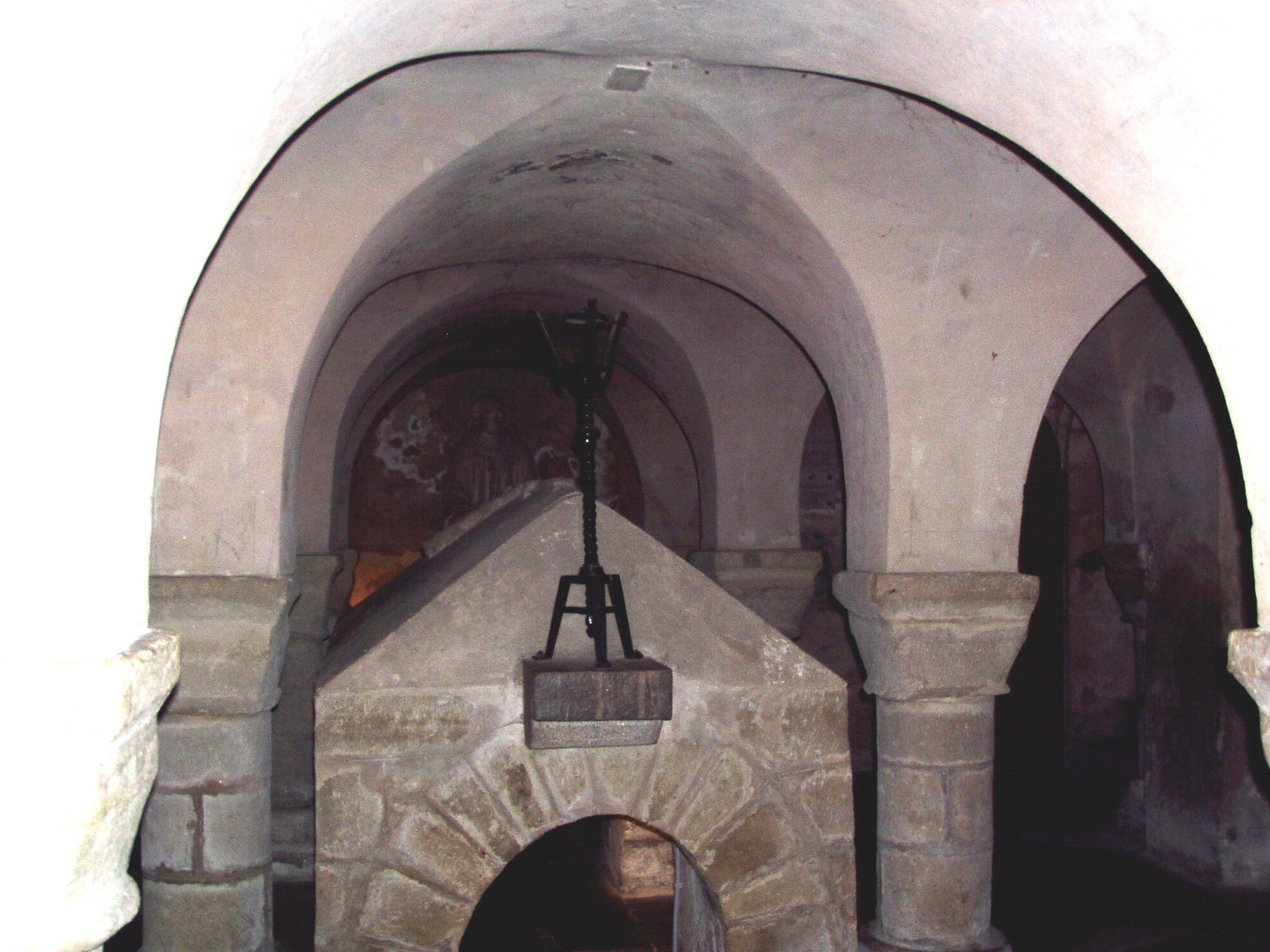
Crypte de l'abbaye Saint-Philibert de Noirmoutier.

Arnoul est abbé de l'abbaye Saint-Philibert de Noirmoutier et il entame la construction d'un nouveau monastère sur le continent. Le 16 mars 819, l'empereur Louis le Pieux l'autorise à construire une adduction d'eau pour son monastère de Saint-Philibert qu'il a construit à Dée (futur Saint-Philbert-de-Grand-Lieu),, à cause des attaques vikings contre l'abbaye Saint-Philibert de Noirmoutier,, qui semblent encore être limitées, puisque le monastère de Noirmoutier continue ensuite son activité. Les moines ne le quitteront pour s'installer à Saint-Philbert-de-Grand-Lieu qu'après l'abbatiat d'Arnoul, en 836. Cet acte de 819 est la première mention de la future abbaye de Saint-Philbert-de-Grand-Lieu.
C'est dans l'abbaye Saint-Philibert de Noirmoutier qu'est exilé Adalard de Corbie,,,, de la fin de 814 à 821,. Adalard est ainsi obligé de subir une réforme monastique qu'il n'approuve pas entièrement. Le choix de Noirmoutier comme lieu d'exil montre que Louis le Pieux a confiance en Arnoul,.
Arnoul cesse d'être abbé de Saint-Philibert vers 824,. Il est également abbé de l'abbaye de Saint-Florent-le-Vieil,,, à partir de la fin du règne de Charlemagne jusque vers 824. En effet, un autre abbé, Frotbert, est cité le 30 juin 824,. Selon Isabelle Cartron, cet abbatiat d'Arnoul à Saint-Florent n'est qu'une hypothèse.
Il est probablement aussi abbé de l'abbaye Saint-Pierre de Rebais et de l'abbaye Saint-Faron de Meaux,.
Arnoul meurt en 839,, probablement le 27 ou le 28 juin 839. Au XIIe siècle, l'inventaire des reliques dressé à l'abbaye Saint-Philibert de Tournus montre que celles de l'abbé Arnoul font l'objet d'un culte particulier.